# فيصل العامر
فيصل العامر (ولد 1982 م) كاتب ومخرج سعودي. كتب في جريدة الوطن السعودية، وله كتاب «شَغَب» الصادر عام 2011، الذي بُنيَ عليه مسلسل مسامير في نفس العام. انتقل عام 2019 للعمل في برنامج تلفاز11 مديرًا إبداعيًّا، قبل أن يُنشئ شركة إنتاجه التي كان أول إنتاجاتها مسلسل هروج الذي عُرض على مِنصَّة شاهد التابعة لمجموعة قنوات (إم بي سي) عام 2025م.

## سيرته
وُلد فيصل العامر في الرياض بتاريخ 15 أبريل 1982م، وهو كاتب ومبتكر مشارك لمسلسل مسامير (الكرتوني) الذي نُشر على يوتيوب ثم مِنصَّة نتفلكس، ونشر بعضًا من مقالاته في جريدة الوطن، وحُولت بعض نصوص كتابه «شَغَب» إلى حلَقات من المسلسل المذكور الذي بُثَّ عام 2011، مثل حَلْقة "حيوان"، وقد فاق عدد مشاهديه عشرات الملايين حتى الآن. 
أنشأ العامر مع مالك نجر وعبد العزيز المزيني استديو ميركوت (Myrkott) للإنتاج، الذي أنتج مسلسل مسامير، سنبر، يعرب، وبرامجَ أُخرى. وفي بداية عام 2018 استقال من الشركة التي كان فيها شريكًا مؤسسًا ومديرًا للمحتوى، لينتقل إلى شركة تلفاز11 مديرًا إبداعيًّا ومخرجًا لفيلمه القصير "الجرذي" الذي شارك في بطولته: زياد العمري، وعلي الكلثمي، والممثل البحريني عبد الله السعداوي، واختِير الفيلم في عدَّة مهرجات عالمية، واستحوذت نتفلكس Netflix على حقِّ عرضه حصريًّا على شبكتها، ضمن 6 أفلام قصيرة “ستة شبابيك في الصحراء”.

## أعماله الفنية

### المسلسلات
- مسامير (2011-2018) كتابة وإخراج صوتي.[1]
- هروج (2025) كتابة وإخراج.[1]

### الأفلام
- الجرذي (2019) كتابة وإخراج.[5]

## وصلات خارجية
- موقع فيصل العامر
- صفحة مقالاته بالجريدة الوطن السعودية